# 雷王乡
雷王乡，是中华人民共和国甘肃省陇南市礼县下辖的一个乡镇级行政单位。

## 行政区划
雷王乡下辖以下地区：
胡羊村、中华村、良集村、龙坛村、红土村、桦林村、阳坡村、旧庄村、王山村、山坪村、刘河村、王河村、薛河村、赵家村、苟集村、新化村和南家村。